# Carole Calmes
Carole Calmes (* 10. September 1978 in Luxemburg) ist eine luxemburgische Sportschützin.
Calmes hat an den Olympischen Sommerspielen 2012 in London im Schießen teilgenommen. Im Wettbewerb Luftgewehr 10 m hat sie Rang 48 belegt und somit die Qualifikation für das Finale verpasst.
Bei den Spielen der kleinen Staaten von Europa errang sie im Jahr 2011 die Goldmedaille mit dem Luftgewehr.